# Oblast Pavlodar
De Oblast Pavlodar (Kazachs: Павлодар облысы, Pavlodar oblısı); Russisch: Павлодарская область, Pavlodarskaja oblast). De naam Pavlodar komt uit het Russisch en betekent Gave van Paul.
Het gebied grenst van west naar oost aan de oblasten Noord-Kazachstan, Aqmola, Karaganda, Oost-Kazachstan en aan Rusland.
Het gebied heeft 756.000 inwoners (2015). De bevolking loopt terug; in 1989 woonden er nog 942.300 mensen in het gebied, wat een daling van 20 % betekent.
De hoofdstad is de gelijknamige stad Pavlodar met 357.000 inwoners (2015). Andere steden zijn Ekibastuz met 132.000 inwoners en Aqsū (Ақсу Қ.Ә.) met 70.000 inwoners.
De oblast is administratief-territoriaal ingedeeld in 13 eenheden: 10 districten (ауданы) en 3 - met district gelijkgestelde - steden (Қ.Ә.).

## Geschiedenis
Van 1932 tot 1938 was het gebied rond de Ertis rond Pavlodar onderdeel van de oblast Oost-Kazachstan met het centrum in Semipalatinsk. Op 15 januari 1938 werd de oblast Pavlodar hiervan op besluit van de Opperste Sovjet losgemaakt en bij de Kazachse bestuurlijke hervormingen van 1997 bleef deze situatie gehandhaafd.
In de tijd van de Sovjet-Unie was ongeveer 39% van het gebied onderdeel van de testlocatie Semipalatinsk, waar ondergrondse nucleaire tests werden uitgevoerd. Op 29 augustus 1991 werd de testlocatie gesloten door president Nasarbajev. De testlocatie is echter niet afgesloten en de radioactiviteit in het gebied is hoger dan maximaal toegestaan.

## Geografie
Het gebied bestaat overwegend uit steppe, waarbij de Ertis (Ертіс), die vanuit het Altaigebergte naar het gebied stroomt, de levensader vormt. Deze voedt ook het Ertis-Qarağandı-kanaal, die naar Karaganda stroomt en deze stad en de gebieden eromheen van drinkwater en irrigatiewater voorziet.

## Economie
Doordat het gebied veel natuurlijke hulpbronnen heeft, werd het aangewezen als plaat voor een Territoriaal Productie Complex (TPK) dat bekend is als het Pavlodar-Ekibastus complex, waar zich grote industrieën bevinden.
In de jaren 50 werd het gebied grootschalig gecultiveerd tijdens de maagdelijke gronden campagne, die later mislukte. Het areaal van het bouwland is de laatste jaren sterk teruggelopen.

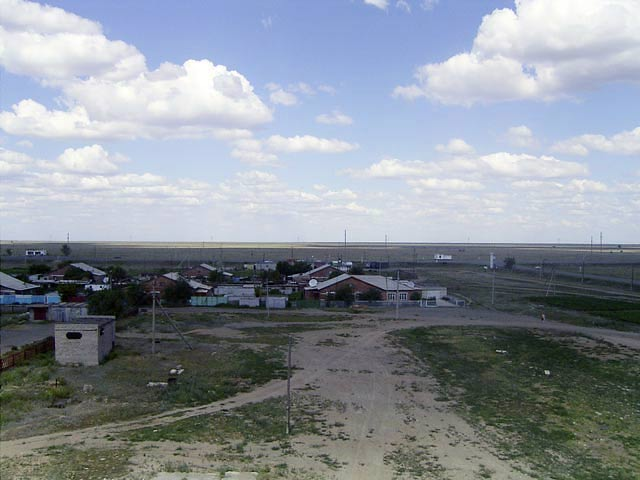
Het dorp Qalqaman (Қалқаман) in de regio van Aqsū.